# Pseudatrichia saccharcupa
Pseudatrichia saccharcupa är en tvåvingeart som beskrevs av Kelsey 1969. Pseudatrichia saccharcupa ingår i släktet Pseudatrichia och familjen fönsterflugor.
Artens utbredningsområde är Kalifornien. Inga underarter finns listade i Catalogue of Life.